# Marcgravia grandifolia
Marcgravia grandifolia är en tvåhjärtbladig växtart som beskrevs av Herman Otto Sleumer. Marcgravia grandifolia ingår i släktet Marcgravia och familjen Marcgraviaceae. Inga underarter finns listade i Catalogue of Life.